# Llano de Olmedo
Llano de Olmedo est une commune de la province de Valladolid dans la communauté autonome de Castille-et-León en Espagne.

## Sites et patrimoine
- Église paroissiale San Pedro Apóstol.

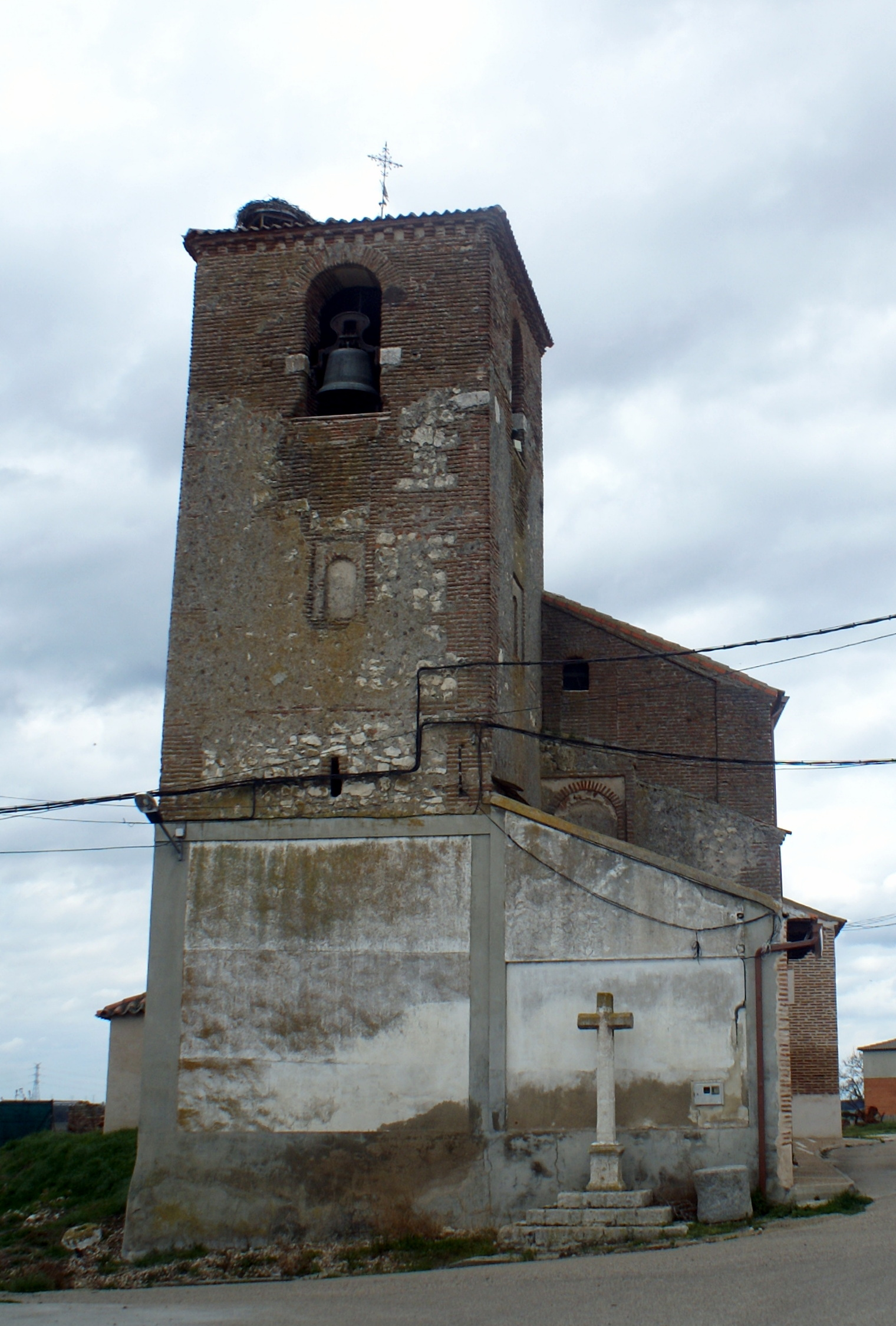
Église San Pedro Apóstol.
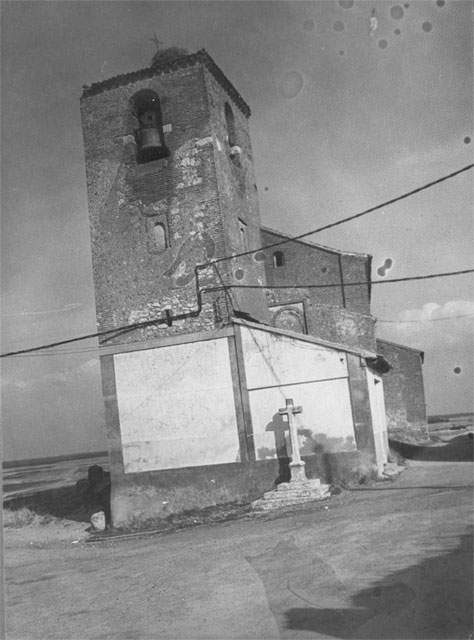
Église San Pedro Apóstol Fondation Joaquín Díaz.